# Sagina maxima
Sagina maxima är en nejlikväxtart som beskrevs av Samuel Frederick Gray. Sagina maxima ingår i släktet smalnarvar, och familjen nejlikväxter.

## Underarter
Arten delas in i följande underarter:
- S. m. crassicaulis
- S. m. maxima